# Bahcivka, Rozdolne
Bahcivka (în ucraineană Бахчівка) este un sat în comuna Serebreanka din raionul Rozdolne, Republica Autonomă Crimeea, Ucraina.

## Demografie
Componența lingvistică a localității Bahcivka
     Rusă (56,65%)
     Tătară crimeeană (29,06%)
     Ucraineană (14,29%)
Conform recensământului din 2001, majoritatea populației localității Bahcivka era vorbitoare de rusă (56,65%), existând în minoritate și vorbitori de tătară crimeeană (29,06%) și ucraineană (14,29%).